# ダニエル・アジェイ
ダニエル・アジェイ（Daniel Yaw Adjei、1989年11月10日 - ）は、ガーナの元サッカー選手。元ガーナ代表。ポジションはゴールキーパー。

## 経歴
2009年にガーナ代表デビュー。出場機会は無かったものの、2010 FIFAワールドカップのメンバーにも選ばれた。2013年までに親善試合5試合に出場した。

## 代表歴

### 出場大会
- ガーナ代表
  - 2010 FIFAワールドカップ

### 試合数
- 国際Aマッチ 5試合 0得点（2009年-2013年）[1]

| ガーナ代表 | 国際Aマッチ | 国際Aマッチ |
| 年         | 出場        | 得点        |
| ---------- | ----------- | ----------- |
| 2009       | 1           | 0           |
| 2010       | 3           | 0           |
| 2011       | 0           | 0           |
| 2012       | 0           | 0           |
| 2013       | 1           | 0           |
| 通算       | 5           | 0           |